# Liste des centrales électriques au Mali
Cette page répertorie toutes les centrales électriques au Mali . 

## Contexte
La production électrique au Mali est gérée par Énergie du Mali (EDM), une société d'État créée le 14 octobre 1960. La production électrique est principalement réalisée par le barrage hydroélectrique de Manantali et le barrage hydroélectrique de Sélingué. 
En 2004, EDM a produit 720,8 GWh d'électricité distribuée sur 3 900 km de lignes constituant le réseau interconnecté.  et en 2006 882,5 GWh .

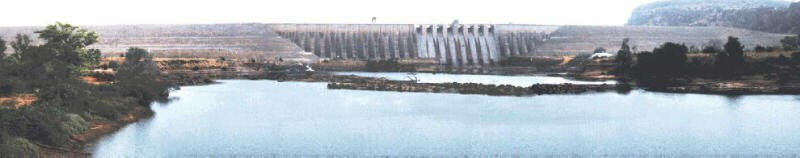
Le barrage hydroélectrique de Manantali.

## Liste de centrales par type d'énergie

### Hydro-électrique
| Station hydroélectrique            | Communauté | Coordonnées                                   | Type             | Capacité (MW) | Terminé | Nom du réservoir       | rivière           |
| ---------------------------------- | ---------- | --------------------------------------------- | ---------------- | ------------- | ------- | ---------------------- | ----------------- |
| Centrale hydroélectrique de Félou  |            | 14°21′04″N 11°20′53″W / 14.35111°N 11.34806°W | Cours de rivière | 63            | 2014    |                        | Fleuve Sénégal    |
| Centrale hydroélectrique de Gouina |            |                                               |                  | 140           | 2017    |                        | Fleuve Sénégal    |
| Barrage de Manantali               |            | 13°11′44″N 10°25′44″W / 13.19556°N 10.42889°W | Réservoir        | 200           | 2002    | Réservoir de Manantali | Rivière Bafing    |
| Barrage de Sélingué                |            | 11°38′17″N 08°13′47″W / 11.63806°N 8.22972°W  | Réservoir        | 44            | 1982    | Lac de Sélingué        | Rivière Sankarani |
| Centrale hydroélectrique de Sotuba | Bamako     | 12°38′16″N 07°55′31″W / 12.63778°N 7.92528°W  | Cours de rivière | 5.2           | 1960    |                        | Fleuve Niger      |

### Solaire
| Centrale solaire         | Communauté | Coordonnées | Type                   | Capacité (MW) | Année complétée | Propriétaire      |
| ------------------------ | ---------- | ----------- | ---------------------- | ------------- | --------------- | ----------------- |
| Centrale solaire de Kita |            |             | Solaire photovoltaïque | 50            | 2020            | Akuo, PASH Global |